# Charlotte de Valois
Charlotte de Valois, probablement née en septembre 1446, et morte dans la nuit du 31 mai au 1er juin 1477 dans la ferme de la Couronne à Rouvres (Eure-et-Loir), assassinée par son mari Jacques de Brézé, est la fille naturelle de Charles VII de France et d'Agnès Sorel favorite du roi de France.
Elle épouse, le 1er mars 1462, Jacques de Brézé (vers 1440-1494). De cette union naît Louis de Brézé qui épouse Diane de Saint-Vallier (dite Diane de Poitiers).
Charlotte de Valois est assassinée par son époux qui la transperce d'un coup d'épée après l'avoir découverte dans les bras de l'un de ses écuyers, Pierre de Lavergne.